# Elaphidion tuberculicolle
Elaphidion tuberculicolle är en skalbaggsart som beskrevs av Fisher 1932. Elaphidion tuberculicolle ingår i släktet Elaphidion och familjen långhorningar.
Artens utbredningsområde är Kuba. Inga underarter finns listade i Catalogue of Life.